# Setaphora fasciata
Setaphora fasciata is een pissebed uit de familie Philosciidae. De wetenschappelijke naam van de soort is voor het eerst geldig gepubliceerd in 1935 door Jackson.